# Anthony Teuma
Anthony Teuma (Maltês Anton Teuma, nascido em Xagħra em Gozo, 11 de janeiro de 1964) é um clérigo católico romano maltês e bispo de Gozo.
Anthony Teuma frequentou o seminário menor da Diocese de Gozo e depois estudou filosofia e teologia católica no seminário de Gozo. Recebeu o sacramento da ordenação para a diocese de Gozo em 25 de junho de 1988. Teuma recebeu seu doutorado em ciências da educação pela Pontifícia Universidade Salesiana de Roma.
Após a ordenação e o doutorado, Anthony Teuma permaneceu inicialmente em Roma, onde trabalhou como vigário paroquial na paróquia de Sant'Ignazio di Antiochia de 1988 a 1995. Em 1995 tornou-se diretor espiritual do Pontifício Seminário Romano e em 1996 tornou-se também assistente espiritual das comunidades eucarísticas da diocese de Roma. Em 1997, Teuma regressou à sua terra natal e tornou-se regente do seminário da diocese de Gozo, bem como membro do colégio de consultores, do conselho presbiteral e do conselho pastoral diocesano. Depois que Anthony Teuma completou um ano sabático e um ano de estudo na Terra Santa em 2007, tornou-se assistente espiritual e responsável pelas comunidades eucarísticas na Diocese de Gozo. Desde 2016, Teuma é delegado episcopal para a família e responsável pelo Instituto da Família João Paulo II em Gozo.
Em 17 de junho de 2020, o Papa Francisco nomeou-o Bispo de Gozo. O Pró-Secretário Geral do Sínodo dos Bispos, Dom da Cúria Mario Grech, ordenou-o bispo em 21 de agosto do mesmo ano na Igreja de São João Batista em Xewkija; Os co-consagradores foram o Arcebispo de Malta, Charles Scicluna, e o Núncio Apostólico em Malta, Arcebispo Alessandro D'Errico.